# Zone (Äthiopien)

Karte der Regionen und Zonen in Äthiopien

Zonen (amharisch ዞን zonə) bilden in Äthiopien die zweithöchste Verwaltungsstufe unterhalb der ethnisch definierten Regionen oder Bundesstaaten.
Es gibt etwa 68 Zonen in Äthiopien (die Einteilungen wurden verschiedentlich geändert, und es gibt unterschiedliche Angaben zu Namen und Anzahl der Zonen). Im Gegensatz zur Einteilung in Regionen, die weitreichende Autonomie innehaben, ist die Zoneneinteilung rein administrativer Natur. Die Zonen sind weiter in Woredas unterteilt. Sogenannte Special Woredas haben insofern einen besonderen Status, als sie keiner Zone unterstehen. Zonen und Woredas sind zum Teil ethnisch definiert.
Vor der Einführung der heutigen Verwaltungsgliederung Äthiopiens im Jahre 1995 waren die traditionellen Provinzen in Äthiopien in awrajjas unterteilt.

## Afar-Region
- Awsi Rasu
- Kilbet Rasu
- Gabi Rasu
- Fantena Rasu
- Hari Rasu

## Amhara
- Agew Awi
- Bahir Dar
- Ost-Gojjam
- Nord-Gondar
- Nord-Shewa
- Nord-Wollo
- Oromia
- Süd-Gondar
- Süd-Wollo
- Wag Hemra
- West-Gojjam

## Benishangul-Gumuz
- Asosa
- Kamashi
- Metekel

## Gambela
- Administrative Zone 1
- Administrative Zone 2
- Administrative Zone 3
- Administrative Zone 4

## Oromia
- Arsi
- Bale
- Borena
- Bunno Beddele
- Guji
- Horo Gudru Welega
- Illubabor
- Jimma
- Kelem Welega
- Nord Shewa
- Ost Hararghe
- Ost Shewa
- Ost Welega
- Südwest Shewa
- West Arsi
- West Guji
- West Hararghe
- West Shewa
- West Wellega
- Adama (Sonderzone)
- Jimma (Sonderzone)
- Oromia Sonderzone um Finfinne (Addis Abeba)

## Region der südlichen Nationen, Nationalitäten und Völker
- Bench Maji
- Gedeo
- Gurage
- Hadiya
- Kembata-Alaba-Tembaro (KAT)
- Keficho Shekicho
- Nord-Omo
- Wolayit
- Süd-Omo
- Alaba Spezial-Woreda
- Amaro Spezial-Woreda
- Basketo Spezial-Woreda
- Burji Spezial-Woreda
- Dirashe Spezial-Woreda
- Konso Spezial-Woreda
- Konta Spezial-Woreda
- Yem Spezial-Woreda

## Sidama
- Sidama

## Somali-Region
- Afder
- Degehabur
- Fiq
- Gode
- Jijiga
- Korahe
- Liben
- Shinile
- Warder

## Tigray-Region
- Zentral-Tigray
- Ost-Tigray
- Mekele
- Süd-Tigray
- West-Tigray